# Edificio YPF
El Edificio YPF o Edificio de Yacimientos Petrolíferos Fiscales es un edificio que sirvió como la sede central de YPF. Se encuentra sobre la Avenida Roque Sáenz Peña, en el barrio de San Nicolás, ciudad de Buenos Aires, Argentina. Fue declarado Monumento Histórico Nacional en 2010.
Desde 2011, es la casa central de la consultora Accenture en Buenos Aires.

## Historia
El edificio fue proyectado por el Departamento Técnico de YPF (a cargo del ingeniero Eduardo Saubidet Bilbao) en septiembre de 1936, con el propósito de alojar a la Dirección General de la empresa. En noviembre del mismo año se llamó a licitación para las obras, con un sistema de contrato de pago progresivo por trabajos terminados. El 23 de diciembre la empresa constructora Petersen, Thiele y Cruz fue adjudicataria de los trabajos.
Entre los puntos del contrato, se brindaron 300 días a partir de la adjudicación de las obras para que el edificio fuera habilitado. Finalmente, se inauguró en 1938, cumpliendo el tiempo acordado. YPF abandonó entonces su antigua sede en Paseo Colón 922, que fue transferida al Ministerio de Agricultura.
A fines de la década de 1960, las constructoras Servente, Natino y Polledo, realizaron la ampliación del edificio sobre tres terrenos vecinos en la calle Esmeralda, con una fachada que respeta la altura del edificio original, aunque posee un estilo claramente distinto. En 2008, Repsol YPF inauguró su nueva torre en Puerto Madero, y comenzó su segunda mudanza, poniendo en venta el edificio de Diagonal Norte. El 14 de enero de 2010, fue declarado Monumento Histórico Nacional mediante el decreto del Poder Ejecutivo Nacional n.º 71/2010.

## Descripción

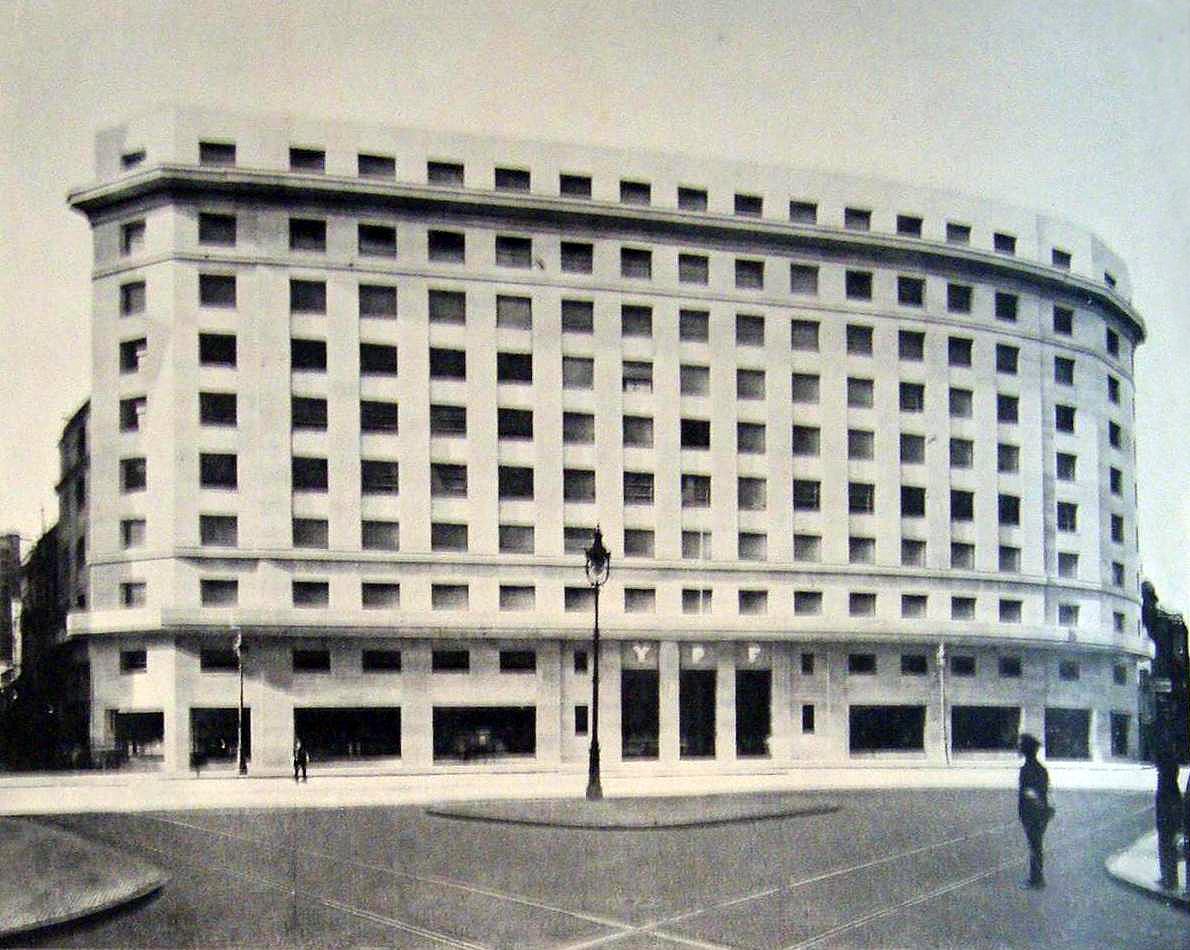
En el año 1938

El edificio fue levantado en un terreno de forma triangular delimitado por la Diagonal Norte y las calles Esmeralda y Cangallo (hoy Tte. Gral. Juan D. Perón) con un área de 1646 m², de los cuales 252 fueron dejados para ensanches en 1938.
Cuenta con 3 subsuelos (el más profundo aloja las salas de máquinas y los dos superiores, estacionamientos), planta baja con un gran hall y salas de exposiciones, y 15 pisos altos que alojaron en un comienzo: tesorería, oficinas de personal, mesa de entradas, departamento de ventas y biblioteca, de compras y suministro, de administración y de propaganda, la presidencia, directorio y gerencia general (piso 8.º), departamentos de exploración y un museo, comedor para empleados (piso 10.º) y para la presidencia y gerentes (piso 11.º), el Club Social YPF y salón de actos (pisos 12.º y 13.º) y salas de máquinas y mantenimiento (pisos 14.º y 15.º). 
El esqueleto del Edificio YPF es de hormigón armado, con muros de hormigón (exterior) y ladrillo hueco (interior), con una cámara de aire entre ambas caras. 
El edificio contó además, desde un comienzo, con un pasillo privado de acceso para empleados a la estación Diagonal Norte de la línea C de subterráneos.  

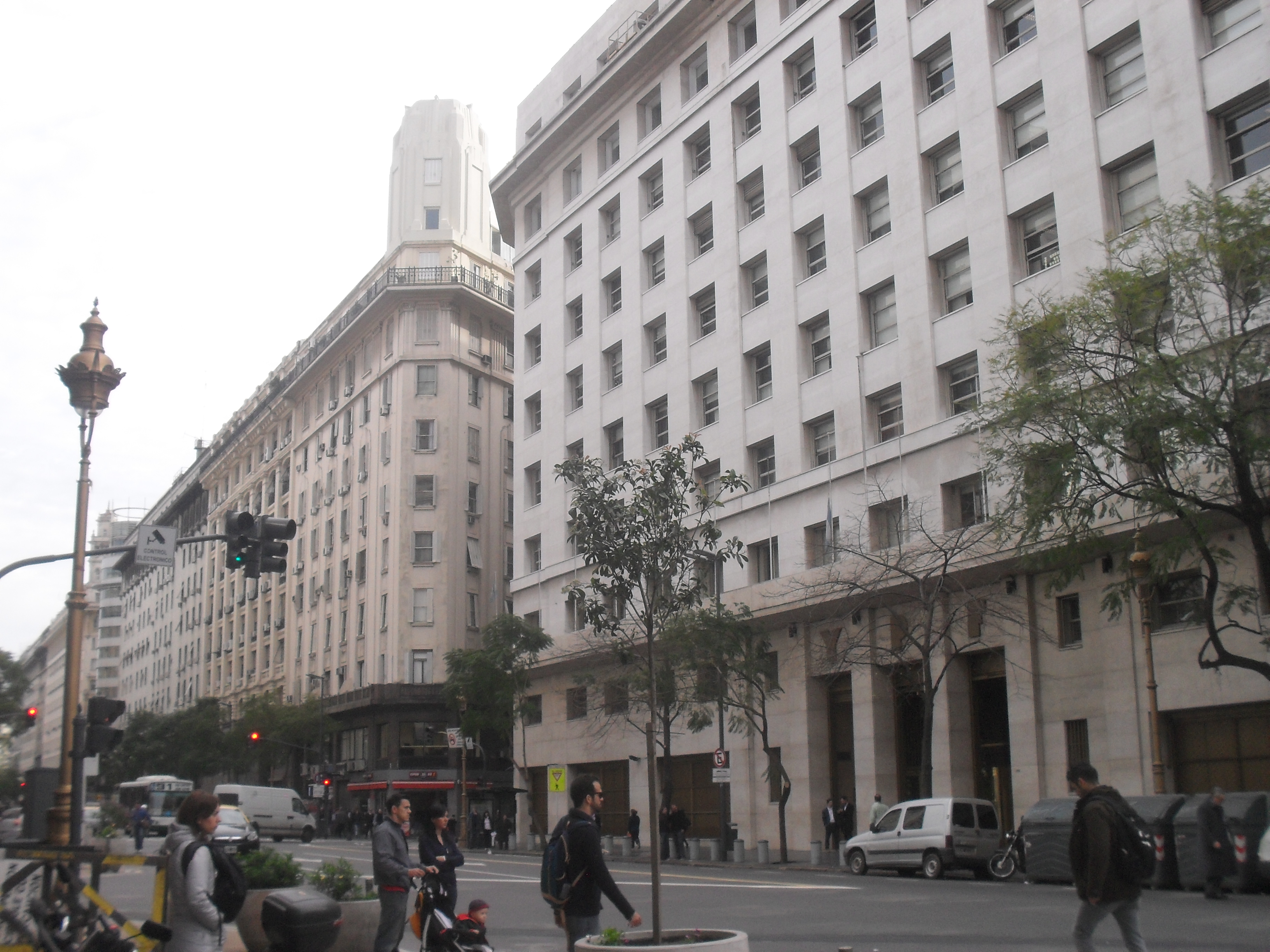
Acceso del edificio YPF mirando hacia el Obelisco

## Fuente
- Edificio para la Dirección de Yacimientos Petrolíferos Fiscales, en "Revista de Arquitectura" n.º 209. Órgano oficial de la Sociedad Central de Arquitectos y Centro Estudiantes de Arquitectura. Mayo de 1938. Buenos Aires, Argentina.

- Datos: Q5818344
- Multimedia: YPF building / Q5818344